# Diego Sanchez
Diego Sánchez (Albuquerque, 31 de dezembro de 1981) e filho de imigrantes mexicanos e é um lutador de MMA, com experiência em wrestling e gaidojutsu. Sanchez é o vencedor da primeira temporada (junto com Forrest Griffin) do reality show The Ultimate Fighter, sendo conhecido pela sua passagem no Ultimate Fighting Championship.
Uma das grandes curiosidades de Sanchez, é que ele é um devoto e seguidor dos ensinamentos do guru Tony Robbins, em que se acredita na possibilidade de absorver a energia dos elementos. Sanchez também é conhecido por fazer cortes de cabelo sempre procurando ficar mais intimidador possível para enfrentar seus adversários. Outra grande curiosidade é que quando ele está entrando no octógono, ele costuma gritar a palavra "YES" inúmeras vezes.
Ele treina no ginásio Arena MMA em San Diego, onde seus treinadores são Saulo Ribeiro e Tony Palafox.

## Carreira no MMA
Diego "Nightmare" Sanchez lutava por sua escola no Novo México antes de começar a treinar MMA, enquanto trabalhava para a UPS. Sanchez eventualmente se juntou com a academia Jackson's Submission Fighting, ainda enquanto trabalhava para a UPS, dividia o tempo entre o trabalho e os treinos. Em 2002, ele fez sua estréia no MMA no King of the Cage, onde também mais tarde se tornou um campeão.
Sua estreia no UFC, veio quando ele foi escolhido como um participante da primeira temporada do reality show The Ultimate Fighter. Após toda a temporada, ele ganhou um contrato com o UFC após vencer uma luta contra Kenny Florian, tornando-se o vencedor dos meio-médios da primeira temporada do show.
Após o reality show, Sanchez venceu vários lutadores medianos e não conseguiu convencer em nenhuma de suas lutas, entre eles: Brian Gassaway, Nick Diaz, John Alessio e Karo Parisyan.
Na luta contra Joe Riggs, Sanchez mostrou o por que do apelido "Nightmare" (Pesadelo), na luta que ocorreu em 13 de dezembro de 2006, no UFC Fight Night 7, Sanchez mostrou-se muito agressivo e muito violento, logo no inicio acertou vários golpes em Riggs até acerta um gancho de direita que derrubou seu adversário, e logo depois uma incrível joelhada consagrou o primeiro nocaute da sua carreira.
Sanchez antes de lutar contra Josh Koscheck cumpriu uma suspensão de três meses após ter dado positivo para maconha. E durante a pesagem do UFC 69, Sanchez empurrou Koscheck quando os dois se olhavam.
Sanchez acabou perdendo por decisão unânime para Josh Koscheck no UFC 69, que acabou com sua invencibilidade. A luta que era prevista com uma das melhores de 2007, foi em um ritmo muito lento. Depois do ocorrido na pesagem esperava-se que Sanchez fosse muito agressivo, entretanto vimos um Sachez muito tímido, jogando muito curto e somente com jabs. Koscheck conseguiu manter a distância e acertando golpes com velocidade, conseguiu a vitória.
Várias semanas após a luta, Dana White anunciou que Sanchez estava doente na véspera da luta e quase teve de abandonar quando um teste alegou hepatite C. Os médicos finalmente concluíram que os resultados dos testes não foram corretos, mas conseguiram diagnosticar sua doença, assim a luta prosseguiu como planejado. O dia após a luta, Sanchez teve um furo na coxa o "tamanho de uma xícara de café" e foi diagnosticado com uma infecção por estafilococos.
Na sua luta seguinte, ele perdeu por decisão divida para Jon Fitch no UFC 76. Em 22 de setembro de 2007, Sanchez lutou contra David Bielkheden procurando a reablitação no UFC 82, com uma otima apresentação, Sanchez venceu depois de seu adversário desitir após sofrer vários golpes. Após a vitória, Sanchez vanceu novamente dessa vez por TKO contra ex-fuzileiro Luigi Fioravanti, durante o The Ultimate Fighter 7 Finale. Depois de ter uma luta cancelada contra Thiago Alves, devido a uma lesão, Sanchez anunciou que estaria mudaria de divisão lutaria pelos pesos leves.

### Divisão dos pesos-leves
Ao descer de divisão, Sanchez teria que mudar muito a sua forma de combate. A categoria peso leve tem como característica a alta velocidade na execução de golpes e contra-ataques. Mirando nisso, Sanchez trabalhou com boxeadores profissionais Joey Gilbert e Lupe Aquino, brasileiro peritos grappling Xande e Saulo Ribeiro e wrestling treinador Bob Anderson. Na parte física, Sanchez se concentrou em trabalhos aerobicos com a perda de peso para entrar nessa divisão, assim, o Nightmare se tornou um dos lutadores mais rapidos e como o melhor preparo físico entre todas as divisões.
Após a preparação sua primeira luta foi em 21 de fevereiro de 2009 no UFC 95 contra Joe Stevenson campeão da segunda temporada do The Ultimete Fighter. Mesmo com Stevenson pressionando Sanchez durante a luta, Sanchez vencem por decisão unânime graças aos excelentes contra-ataques durante toda a luta.

### Sanchez vs. Guida
Em 20 de junho de 2009, Sanchez encarou Clay Guida na final do The Ultimate Fighter 9 Finale. Antes da luta durante a pesagem os dois lutadores se provocavam tanto que seguranças tiveram que segura-los.
O clima de guerra havia chegado ao octógono, logo ao soar do gongo, Sanhcez saiu correndo do seu córner e desferiu incontáveis jabs e uppercuts durante o primeiro minuto, Guida tendo se defender como podia, na sequência Sanchez acertou algumas joelhadas e mais tarde derrubou seu adversário com um pontapé na cabeça. No segundo round Sanchez continuo mantendo o ritmo, entretanto Guida acertou excelentes golpes. No último round a luta foi para trocação franca entre os dois. Depois de uma guerra, Sanchez venceu por decisão dividida.
O combate recebeu o prêmio de Luta da Noite. A luta passou a ganhar "Fight of the Year" por diversas revistas de MMA e do UFC, até receber o prêmio World MMA Awards como melhor Luta do Ano, um prêmio de muito prestígio, que durante cerimônia da entrega do prêmio, Diego Sanchez chegou completamente bêbado, se embaralhando na fala, e chegou a dizer que amava Dana White, mas acabou sendo tirado sutilmente do palco por Rashad Evans.

### Cara a Cara comO Prodígio
Após dizer que era o maior peso-leve do mundo, Sanchez recebeu a chance de provar isso no UFC 107 em 12 de dezembro de 2009, aonde ele enfrentaria "O Prodígio" B.J. Penn pelo cinturão dos pesos-leves do UFC. Logo no início do primeiro round, Penn acertou um soco de direita que derrubou Sanchez, seguido de uma enxurrada de socos que quase levou o árbitro Herb Dean a parar a luta. Apesar de Sanchez conseguir se recuperar para voltar ao ataque, ele foi superado nos 3 rounds seguintes aonde viu Penn dominar facilmente a luta em pé, todas 27 tentativas de single leg de Sanchez foram anuladas por Penn. Logo no início do quinto round, Penn conseguiu acertar um pontapé na cabeça que provocou um grande corte na testa de Diego. Herb Dean interrompeu o combate para entrada de um médico que aconselhou o final da luta aos 2:37 por Nocaute Técnico. Sanchez teve seu lábio inferior completamente dividido e aberto, com seu olho esquerdo inchado e fechado, e um grande corte acima da sobrancelha esquerda.
Muitos apontam a derrota de Sanchez a uma péssima estratégia de seus treinadores para a luta.

### O retorno aos meio-médios
Após a derrota para Penn, Sanchez afirmou que ele estaria voltando a lutar pelos meio-médios. Sanchez confirmou via Twitter que sua próxima luta seria contra John Hathaway no UFC 114, pelos meio-médios. No primeiro round da luta, Hathaway pegou Sanchez com uma joelhada na cabeça, quando Sanchez tentou uma queda, Hathaway em seguida, o dominou com ground and pound. O resto da luta, Hathaway foi muito superior tanto em pé quanto no chão e acabou vencendo por decisão unânime (30-27, 30-27, 30-26), essa foi a segundo derrota consecutiva de Sanchez. 
Sanchez voltaria a entrar no octógono do UFC em 23 de Outubro de 2010, no UFC 121, contra Paulo Thiago. Na luta, Sanchez começou a luta muito lento, sendo pior no jogo em pé e também não foi eficaz nas tentativas de queda, Paulo venceu o primeiro round. No segundo e terceiro round, Sanchez conseguiu derrubar Paulo que conseguiu uma raspada e algumas posições de finalização porém defendidas por Sanchez que acabou virando a luta e vencendo por decisão unânime. 
O próximo adversário de Sanchez foi o dinamarquês Martin Kampmann no UFC: on Versus 3 em 3 de março de 2011. O combate começou com uma grande vantagem para Kampmann na luta em pé, já que ele se aproveitava de seu maior envergadura, dessa maneira os jabs entravam facilmente no rosto de Sanchez, que por sua vez tentava a queda toda hora. No segundo round, o rosto de Sanchez já estava cortado pelos jabs do dinamarquês, porém Sanchez no meio do round partiu para o tudo ou nada na trocação encurtando a distância e acertando Kampmann várias vezes. No último, Sanchez voltou com sua estratégia de caminhar para frente e tomar a iniciativa do combate. Sanchez acabou vencendo por decisão unânime (29-28, 29-28, 29-28) em uma incrível virada e ainda faturou o prêmio de "Luta da Noite".
Sanchez enfrentaria o ex-campeão meio-médio Matt Hughes em 24 de setembro de 2011, no UFC 135. No entanto, Sanchez teve de retirar-se da luta devido a uma mão quebrada.
A luta entre Sanchez e Jake Ellenberger foi brevemente ligada ao UFC 141. No entanto, uma lesão na mão persistente mantido Sanchez fora de ação até fevereiro de 2012.
A luta entre Jake Ellenberger e Sanchez ocorreu em 15 de fevereiro de 2012 no UFC on Fuel TV 1. Ellenberger derrotou Sanchez por decisão unânime em uma luta que ganhou o prêmio de Luta da Noite.

### Novo retorno aos leves
Sanchez, em seguida, voltou aos leves e enfrentou Takanori Gomi em 2 de março de 2013, no UFC on Fuel TV 8. Sanchez não conseguiu bater o peso da categoria (155 libras, cerca de 70 quilos) na pesagem, pesando em 158 libras. Ele foi multado em 20 por cento dos seus rendimentos e a luta foi realizada em um peso casado de 158 libras. Sanchez derrotou Gomi por uma controversa decisão dividida. Doze meios de comunicação marcaram a luta em favor da Gomi. 
Sanchez enfrentou Gilbert Melendez em 19 de outubro de 2013, no UFC 166. Ele perdeu a luta por decisão unânime. Nesta luta, Sanchez ganhou seu sétimo prêmio de Luta da Noite.
Sanchez enfrentou Myles Jury em 15 de março de 2014, UFC 171. Ele perdeu a luta por decisão unânime.
Em seguida, Sanchez enfrentou Ross Pearson em 7 de junho de 2014, no UFC Fight Night: Henderson vs. Khabilov. Sanchez derrotou Pearson por decisão dividida. Quatorze meios de comunicação marcaram a luta em favor da Pearson, treze deles marcando 30-27. O presidente do UFC Dana White indicou que a organização iria informalmente considerar como uma vitória para Pearson, e que ele seria compensado com um bônus de US$30.000.
Sanchez iria enfrentar Norman Parke no UFC 180. No entanto, Parke se retirou da luta no início de outubro alegando uma lesão no joelho e foi substituído por Joe Lauzon. No entanto, em 23 de outubro de 2014, foi anunciado que as lesões tanto Sanchez e Lauzon levaram ao cancelamento do combate. Em janeiro de 2015, Sanchez fez uma cirurgia para reparar a clavícula que foi quebrada. 

### Estreia nos penas
Após um hiato longo, Sanchez voltou a fazer a sua estreia na divisão peso-pena. Ele enfrentou Ricardo Lamas em 21 de novembro de 2015 no The Ultimate Fighter Finale América Latina 2. Ele perdeu a luta por decisão unânime.

### Retorno ao peso-leve
Após a passagem uma luta no peso-pena, Sanchez voltou para a categoria leve e enfrentou Jim Miller em 5 de março, 2016, UFC 196. Ele ganhou a luta por decisão unânime.
Sanchez enfrentou Joe Lauzon em 9 de julho de 2016 ao UFC 200. Ele perdeu a luta por nocaute técnico no primeiro round. 
Em 5 de novembro de 2016, Sanchez enfrentou o recém-chegado no UFC Marcin Held no TUF América Latina 3 Finale. Sanchez venceu o combate por decisão unânime.
Posteriormente, Sanchez foi nocauteado duas vezes seguidas no primeiro round. A primeira ocorreu no UFC Fight Night: Swanson vs. Lobov contra Al Iaquinta, e a segunda foi no UFC Fight Night: Poirier vs. Pettis contra Matt Brown.
Sanchez enfrentou Craig White em 8 de setembro de 2018 no UFC 228 . Ele venceu a luta por decisão unânime.
Seis meses depois, Sanchez enfrentou Mickey Gall em 2 de março de 2019 no UFC 235 . Sanchez venceu a luta por nocaute técnico no segundo round. Isso marcou a primeira vitória paralisação de Sanchez desde 2008, também lhe rendeu seu primeiro prêmio de bônus de Performance da Noite .
Como luta final de seu contrato vigente com o UFC, Sanchez enfrentou Michael Chiesa em 6 de julho de 2019 no UFC 239 . Ele perdeu a luta por decisão unânime. 
Em 28 de maio de 2019, foi anunciado que a luta entre Sanchez e Clay Guida no The Ultimate Fighter 9 Finale , onde Sanchez derrotou Guida por decisão dividida, em 20 de junho de 2009, terá a honra de entrar no Hall da Fama do UFC durante o luta internacional julho de 2019. 
Sanchez foi suspenso por três meses pela USADA por testar positivo para Ostarine e S-23, a família de moduladores seletivos de receptores androgênicos (SARMs), onde a subsistência proibida foi encontrada a partir de um suplemento contaminado. A suspensão retroativa a partir de 26 de outubro de 2019, e ele estava elegível para lutar novamente em 26 de janeiro de 2020. 
Como primeira luta de seu novo contrato de cinco lutas, Sanchez voltou ao octógono quando enfrentou Michel Pereira no UFC Fight Night 167 em 15 de fevereiro de 2020 em Rio Rancho, Novo México . Depois de ser dominado durante a luta, ele acabou vencendo a luta por desqualificação após Pereira acertar uma joelhada ilegal no chão no terceiro round, o que tornou Sanchez incapaz de continuar. 
Sanchez enfrentou Jake Matthews em 27 de setembro de 2020 no UFC 253. Ele perdeu a luta por decisão unânime.

### Demissão do UFC
Sanchez estava programado para enfrentar Donald Cerrone em 8 de maio de 2021 no UFC on ESPN 24 . No entanto, Sanchez foi removido da luta em 28 de abril por razões não reveladas e foi substituído por Alex Morono. Apesar de não lutar, Sanchez afirma que a organização lhe pagou sua bolsa garantida.
Sanchez postou alguns vídeos em sua conta do Instagram mostrando divergências que seu treinador, Joshua Fabia, teve com a equipe de comentários, onde Fabia acreditava que a organização estava tentando menosprezar Sanchez com sua cobertura. Dizia ele em suas alegações que o UFC estava apontando câmeras para pegar ele e Sanchez em situações ruins, ou expor o estilo de treinamento pouco ortodoxo de Fabia. As infames sessões de treinamento de Fabia foram amplamente cobertas desde que Sanchez começou a trabalhar com ele, incluindo Fabia perseguindo seus lutadores com uma faca. Após a divulgação desses vídeos, Diego foi dispensado do UFC. 
Em 20 de maio de 2021, Sanchez anunciou que havia se separado de Fabia.

## Cartel no MMA
| Cartel no MMA       |             |             |
| 44 lutas            | 30 vitórias | 14 derrotas |
| Por nocaute         | 10          | 4           |
| Por finalização     | 6           | 0           |
| Por decisão         | 13          | 10          |
| Por desqualificação | 1           | 0           |

| Res.    | Cartel | Oponente         | Método                                   | Evento                                     | Data       | Round | Tempo | Local                    | Notas                                                        |
| ------- | ------ | ---------------- | ---------------------------------------- | ------------------------------------------ | ---------- | ----- | ----- | ------------------------ | ------------------------------------------------------------ |
| Derrota | 30-14  | Kevin Lee        | Decisão (unânime)                        | EFC 46                                     | 11/03/2022 | 3     | 5:00  | Miami, Florida           |                                                              |
| Derrota | 30-13  | Jake Matthews    | Decisão (unânime)                        | UFC 253: Adesanya vs. Costa                | 26/09/2020 | 3     | 5:00  | Abu Dhabi                |                                                              |
| Vitória | 30-12  | Michel Pereira   | Desqualificação (joelhada ilegal)        | UFC Fight Night: Anderson vs. Błachowicz 2 | 15/02/2020 | 3     | 3:09  | Rio Rancho, Novo México  |                                                              |
| Derrota | 29-12  | Michael Chiesa   | Decisão (unânime)                        | UFC 239: Jones vs. Santos                  | 06/07/2019 | 3     | 5:00  | Las Vegas, Nevada        |                                                              |
| Vitória | 29-11  | Mickey Gall      | Nocaute Técnico (cotoveladas e socos)    | UFC 235: Jones vs. Smith                   | 02/03/2019 | 2     | 4:13  | Las Vegas, Nevada        | Performance da Noite.                                        |
| Vitória | 28-11  | Craig White      | Decisão (unânime)                        | UFC 228: Woodley vs. Till                  | 08/09/2018 | 3     | 5:00  | Dallas, Texas            |                                                              |
| Derrota | 27-11  | Matt Brown       | Nocaute (cotovelada)                     | UFC Fight Night: Poirier vs. Pettis        | 11/11/2017 | 1     | 3:44  | Norfolk, Virginia        | Retorno aos Meio-Médios.                                     |
| Derrota | 27-10  | Al Iaquinta      | Nocaute (socos)                          | UFC Fight Night: Swanson vs. Lobov         | 22/04/2017 | 1     | 1:38  | Nashville, Tennessee     |                                                              |
| Vitória | 27-9   | Marcin Held      | Decisão (unânime)                        | TUF América Latina 3 Finale                | 05/11/2016 | 3     | 5:00  | Cidade do México         |                                                              |
| Derrota | 26-9   | Joe Lauzon       | Nocaute Técnico (socos)                  | UFC 200: Tate vs. Nunes                    | 09/07/2016 | 1     | 1:26  | Las Vegas, Nevada        |                                                              |
| Vitória | 26-8   | Jim Miller       | Decisão (unânime)                        | UFC 196: McGregor vs. Diaz                 | 05/03/2016 | 3     | 5:00  | Las Vegas, Nevada        | Retorno aos Leves.                                           |
| Derrota | 25-8   | Ricardo Lamas    | Decisão (unânime)                        | TUF América Latina 2 Finale                | 21/11/2015 | 3     | 5:00  | Monterrey                | Estreia nos Penas.                                           |
| Vitória | 25-7   | Ross Pearson     | Decisão (dividida)                       | UFC Fight Night: Henderson vs. Khabilov    | 07/06/2014 | 3     | 5:00  | Albuquerque, New Mexico  |                                                              |
| Derrota | 24-7   | Myles Jury       | Decisão (unânime)                        | UFC 171: Hendricks vs. Lawler              | 15/03/2014 | 3     | 5:00  | Dallas, Texas            |                                                              |
| Derrota | 24-6   | Gilbert Melendez | Decisão (unânime)                        | UFC 166: Velasquez vs. dos Santos III      | 19/10/2013 | 3     | 5:00  | Houston, Texas           | Luta da Noite; Luta do ano (2013)                            |
| Vitória | 24-5   | Takanori Gomi    | Decisão (dividida)                       | UFC on Fuel TV: Silva vs. Stann            | 02/03/2013 | 3     | 5:00  | Saitama                  | Retorno ao Peso Leve.                                        |
| Derrota | 23-5   | Jake Ellenberger | Decisão (unânime)                        | UFC on Fuel TV: Sanchez vs. Ellenberger    | 15/02/2012 | 3     | 5:00  | Omaha, Nebraska          | Luta da Noite                                                |
| Vitória | 23-4   | Martin Kampmann  | Decisão (unânime)                        | UFC Live: Sanchez vs. Kampmann             | 03/03/2011 | 3     | 5:00  | Anaheim, California      | Luta da Noite                                                |
| Vitória | 22-4   | Paulo Thiago     | Decisão (unânime)                        | UFC 121: Lesnar vs. Velasquez              | 23/10/2010 | 3     | 5:00  | Anaheim, Califórnia      | Luta da Noite                                                |
| Derrota | 21-4   | John Hathaway    | Decisão (unânime)                        | UFC 114: Rampage vs. Evans                 | 29/05/2010 | 3     | 5:00  | Las Vegas, Nevada        | Retornou ao Peso Meio Médio.                                 |
| Derrota | 21-3   | BJ Penn          | Nocaute Técnico (interrupção médica)     | UFC 107: Penn vs. Sanchez                  | 12/12/2009 | 5     | 2:37  | Memphis, Tennessee       | Pelo Cinturão Peso Leve do UFC.                              |
| Vitória | 21-2   | Clay Guida       | Decisão (dividida)                       | The Ultimate Fighter 9 Finale              | 20/06/2009 | 3     | 5:00  | Las Vegas, Nevada        | Luta da Noite; Luta do Ano(2009)                             |
| Vitória | 20-2   | Joe Stevenson    | Decisão (unânime)                        | UFC 95: Sanchez vs. Stevenson              | 21/02/2009 | 3     | 5:00  | Londres, Inglaterra      | Estreia no Peso Leve; Luta da Noite                          |
| Vitória | 19-2   | Luigi Fioravanti | Nocaute Técnico (joelhada e socos)       | The Ultimate Fighter 7 Finale              | 21/06/2008 | 3     | 4:07  | Las Vegas, Nevada        |                                                              |
| Vitória | 18-2   | David Bielkheden | Nocaute Técnico (desistência após socos) | UFC 82: Pride of a Champion                | 01/04/2008 | 1     | 4:43  | Columbus, Ohio           |                                                              |
| Derrota | 17-2   | Jon Fitch        | Decisão (dividida)                       | UFC 76: Knockout                           | 22/09/2007 | 3     | 5:00  | Anaheim, California      |                                                              |
| Derrota | 17-1   | Josh Koscheck    | Decisão (unânime)                        | UFC 69: Shootout                           | 17/04/2007 | 3     | 5:00  | Houston, Texas           |                                                              |
| Vitória | 17-0   | Joe Riggs        | Nocaute (joelhada)                       | UFC Fight Night: Sanchez vs. Riggs         | 13/12/2006 | 1     | 1:45  | San Diego, California    |                                                              |
| Vitória | 16-0   | Karo Parisyan    | Decisão (unânime)                        | UFC Fight Night 6                          | 17/08/2006 | 3     | 5:00  | Las Vegas, Nevada        | Luta da Noite; Luta do Ano (2006).                           |
| Vitória | 15-0   | John Alessio     | Decisão (unânime)                        | UFC 60: Hughes vs. Gracie                  | 27/05/2006 | 3     | 5:00  | Los Angeles, California  |                                                              |
| Vitória | 14-0   | Nick Diaz        | Decisão (unânime)                        | The Ultimate Fighter 2 Finale              | 05/11/2005 | 3     | 5:00  | Las Vegas, Nevada        |                                                              |
| Vitória | 13-0   | Brian Gassaway   | Nocaute Técnico (desistência após socos) | UFC 54: Boiling Point                      | 20/08/2005 | 2     | 1:56  | Las Vegas, Nevada        |                                                              |
| Vitória | 12-0   | Kenny Florian    | Nocaute Técnico (socos)                  | The Ultimate Fighter 1 Finale              | 09/04/2005 | 1     | 2:46  | Las Vegas, Nevada        | Estreia no UFC. Ganhou o The Ultimate Fighter no Peso Médio. |
| Vitória | 11-0   | Jorge Santiago   | Decisão (unânime)                        | King of the Cage 36                        | 12/06/2004 | 3     | 5:00  | San Jacinto, Califórnia  | Ganhou Título Meio Médio do King of the Cage.                |
| Vitória | 10-0   | Ray Elbe         | Nocaute Técnico (desistência após socos) | King of the Cage 35                        | 15/05/2004 | 1     | 1:07  | Albuquerque, Novo México |                                                              |
| Vitória | 9-0    | Travis Beachler  | Nocaute Técnico (socos)                  | Pride of Albuquerque                       | 10/04/2004 | 1     | 0:35  | Albuquerque, Novo México |                                                              |
| Vitória | 8-0    | Cruz Chacon      | Finalização (mata-leão)                  | Independent Event                          | 28/02/2004 | 1     | 0:41  | Novo México              |                                                              |
| Vitória | 7-0    | John Cronk       | Finalização (kimura)                     | King of the Cage 26                        | 03/08/2003 | 2     | 1:30  | Las Cruces, Novo México  |                                                              |
| Vitória | 6-0    | Rene Kronvold    | Finalização (chave de braço)             | King of the Cage 24                        | 14/06/2003 | 1     | 3:39  | Albuquerque, New Mexico  |                                                              |
| Vitória | 5-0    | Mike Guymon      | Finalização (chave de braço)             | King of the Cage 23                        | 16/05/2003 | 1     | 4:57  | Las Vegas, Nevada        |                                                              |
| Vitória | 4-0    | Jake Short       | Nocaute Técnico (socos)                  | King of the Cage 21                        | 21/02/2003 | 1     | 2:34  | Albuquerque, Novo México |                                                              |
| Vitória | 3-0    | Shannon Ritch    | Finalização (mata-leão)                  | King of the Cage 20                        | 15/12/2002 | 1     | 1:01  | Bernalillo, Novo México  |                                                              |
| Vitória | 2-0    | Jesus Sanchez    | Nocaute (socos)                          | Aztec Challenge 1                          | 06/09/2002 | 2     | 2:33  | Ciudad Juárez, Chihuahua |                                                              |
| Vitória | 1-0    | Michael Johnson  | Finalização (mata-leão)                  | Ring of Fire 5: Predators                  | 21/06/2002 | 1     | 3:45  | Colorado                 |                                                              |